# Mieczysław Nierojewski

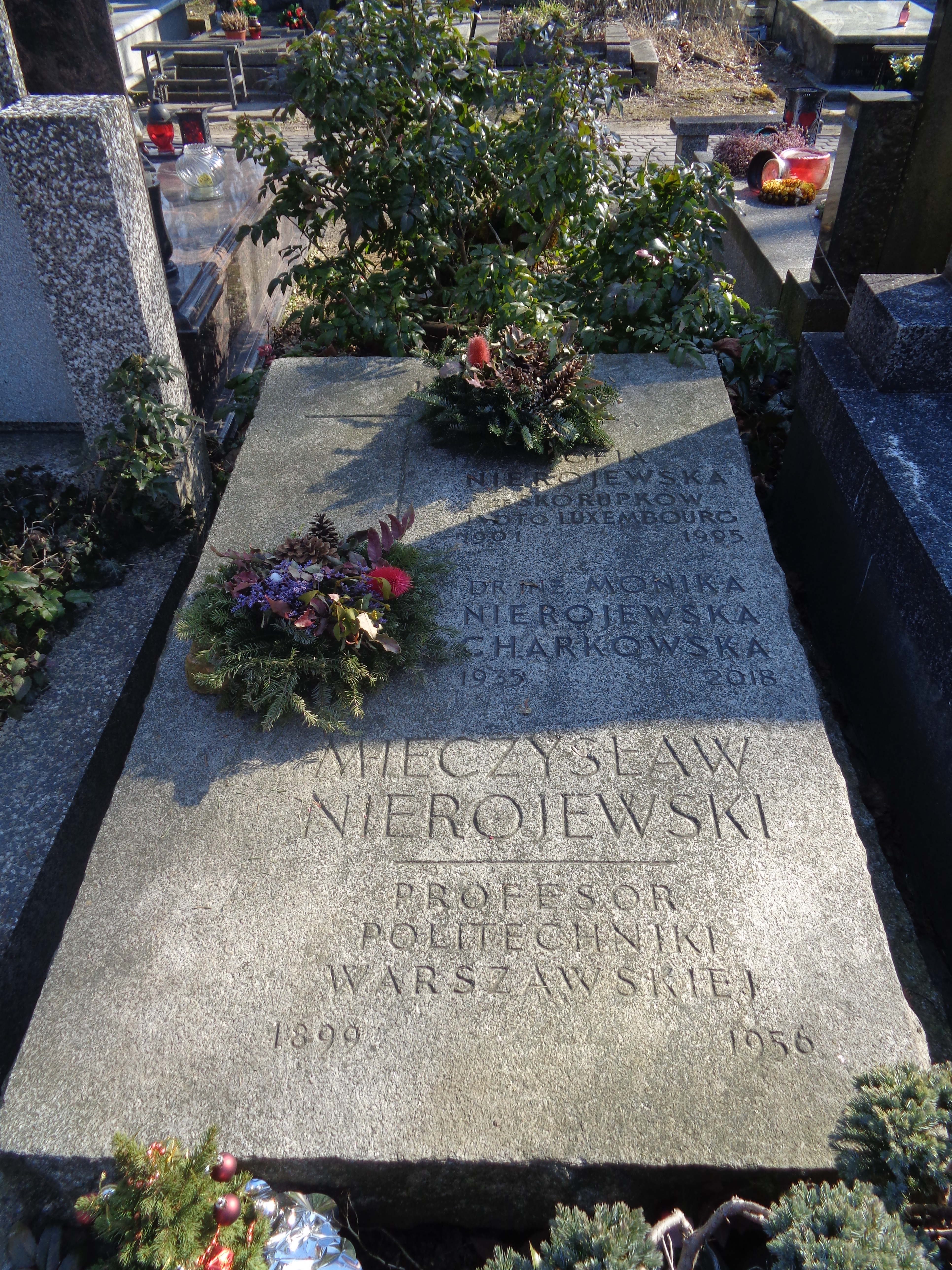
Nagrobek Mieczysława Nierojewskiego na cmentarzu Powązkowskim w Warszawie

Mieczysław Nierojewski (ur. 1 stycznia 1899 w Żbikowie, obecnie dzielnicy Pruszkowa, zm. 12 maja 1956 w Warszawie) – profesor Politechniki Warszawskiej, inżynier budowlany, 
specjalista w zakresie ogrzewnictwa i wentylacji, twórca polskiego ogrzewnictwa.

## Życiorys
Mieczysław Nierojewski uczył się w II Gimnazjum w Warszawie, maturę zdawał w Rosji, w Kałudze, dokąd ewakuowano to gimnazjum, następnie ukończył w 1928 roku, jako inżynier mechanik, Wydział Mechaniczny Politechniki Warszawskiej. W czasie studiów był działaczem Bratniej Pomocy i członkiem korporacji akademickiej Welecja. W latach 1919–1920 przerwał studia, walczył w wojnie polsko-bolszewickiej w szeregach 2 pułku Ułanów Grochowskich. Po studiach został asystentem w Katedrze Mechaniki Teoretycznej Politechniki Warszawskiej, od 1929 roku pracował w prywatnych przedsiębiorstwach m.in. w firmie „Drzewiecki i Jeziorański”, później, w latach 1932–1936, prowadził samodzielną działalność zawodową jako inżynier ogrzewnik. Był współwłaścicielem biura instalacyjno-technicznego „Zarzecki i Nierojewski – inżynierowie”. W 1931 roku był współzałożycielem oraz przewodniczącym zarządu Koła Ogrzewników przy Stowarzyszeniu Techników Polskich w Warszawie.
Po wojnie uruchomił własne biuro projektowo-konstrukcyjne, opracował m.in. projekty ogrzewania i klimatyzacji gmachów Sejmu oraz Komisji Planowania Gospodarczego przy Urzędzie Rady Ministrów, prowadził również wykłady z zakresu ogrzewania i wentylacji na Wydziale Inżynierii Lądowej oraz Wydziale Mechanicznym PW. Od 1949 roku pracował jako profesor nadzwyczajny na Politechnice, był to pierwszy w Polsce tytuł profesorski z zakresu ogrzewnictwa i wentylacji. Był współorganizatorem Oddziału Budownictwa Sanitarnego przy Wydziale Inżynierii Lądowej przekształconego w 1950 roku w Wydział Inżynierii Sanitarnej Politechniki Warszawskiej, zorganizował i później kierował Katedrą i Zakładem Ogrzewnictwa i Wentylacji.
W pierwszych latach po wojnie był przewodniczącym Komisji Ogrzewnictwa i Wentylacji w Polskim Komitecie Normalizacyjnym, wiceprzewodniczącym Sekcji Techniki Sanitarnej Komitetu Inżynierii Lądowej PAN, członkiem Rady Naukowej Instytutu Techniki Budownictwa oraz członkiem rady redakcyjnej Wydawnictwa „Budownictwo i Architektura”.
Był odznaczony m.in. Złotym Krzyżem Zasługi (1947).
Pochowany na cmentarzu Powązkowskim (kwatera 154b-2-25).

## Życie rodzinne
Mieczysław Nierojewski był synem pracownika kolejowego. W 1931 roku ożenił się z Zofią ze Skorupków, primo voto Luxembourg (1901–1995). Mieli córkę Monikę, późniejszą Nierojewską-Charkowską.